# توم برات
توم برات (بالإنجليزية: Tom Pratt)‏ (3 يونيو 1995 في المملكة المتحدة - ) هو لاعب كرة قدم بريطاني في مركز الهجوم. لعب مع نادي بوري وأشتون يونايتد وMossley A.F.C. ‏.

## وصلات خارجية
- توم برات على موقع قاعدة بيانات كرة القدم.إي يو (الإنجليزية)
- توم برات على موقع Soccerbase.com (لاعب) (الإنجليزية)